# Арапей
Арапей (ісп. Río Arapey) — річка в республіці Уругвай, ліва притока річки Уругвай, одна із найкрупніших річок на півночі країни. 

## Географія
Річка Арапей починається на узвищенні Кучілья-де-Аедо, пересікає департамент Сальто зі сходу на захід і впадає у водосховище Сальто-Гранде.  Річка має біля 100 приток, по її правій притоці Арапей-Чико пролягає частина кордону між департаментами Сальто та Артигас.
Довжина 240 км, басейн займає площу 11400 км².